# استانیمیر دیموف - والکوف
استانیمیر دیموف - والکوف (بلغاری: Станимир Димов-Вълков؛ زادهٔ ۳ ژوئیهٔ ۱۹۷۸) بازیکن فوتبال اهل بلغارستان است.